# Wayaux
Wayaux (en wallon Waya) est une section de la commune belge des Bons Villers située en Région wallonne dans la province de Hainaut.
C'était une commune à part entière avant la fusion des communes de 1977.
Ses habitants s'appellent les Wayautois(es) ou, plus couramment, Wawa.

## Géographie
Comptant à peine 400 habitants, Wayaux est le plus petit village de l'entité. Il est situé entre les communes de Gosselies (sud-ouest, ouest), Heppignies (sud-est, est et nord-est) et Mellet (nord et nord-ouest).

### Hydrographie
Wayaux est traversé par trois ruisseaux allant du sud au nord,,:
- À l'ouest: le Péreupont ;
- Au centre: le Piersou ;
- À l'est: la Taravisée.

Ils se jettent dans le Tintia qui est un affluent du Piéton et fait partie du bassin de la Meuse.

## Évolution démographique
- Sources : INS, Rem. : 1831 jusqu'en 1970 = recensements, 1976 = nombre d'habitants au 31 décembre.

## Histoire du village
Au XIIIe siècle, Wayaux était une possession d'une famille du même nom et faisait partie du comté de Namur.
Domaine du comte du Hainaut, avant d'entrer dans le domaine royal, Philippe III accorda la seigneurie à Evrard de Sévery (1635). Se succédèrent ensuite les familles Misson, Moreau de Bioul (1759) et J.-B. Wilmet (1772).

## Patrimoine et culture

### Patrimoine architectural
- Un château-ferme fut construit au XVIIe siècle et devint une résidence de campagne des ducs de Bourgogne. Il est situé au sud-est, à l'écart du village (en direction d'Heppignies), sur une petite colline surplombant le village. Le château, laissé plusieurs décennies à l'abandon, fut en partie rénové au milieu des années 1990. L'aile est a été totalement rénovée pour en faire une maison d'habitation.
- L'église de la Sainte-Vierge, construite en 1990 par l'architecte Vassart à l'emplacement de l'église construite au XIXe siècle[4].
- A la rue de Gosselies, se trouve la ferme de la Tourette remontante certainement au XVIIe siècle mais remaniée et fortement transformée ultérieurement[5].